# Línea 65 de TMB
La línea 65 es una línea regular de autobús urbano de la ciudad de Barcelona, gestionada por la empresa TMB. Hace su recorrido entre la Pl. España y la Pl. Volateria en El Prat de Llobregat, con una frecuencia en hora punta de 11-16min.

## Recorrido
- De Barcelona a El Prat por: Fira de Barcelona, Plaza de España, Gran Vía de las Cortes Catalanas, Polígono Industrial Estruch, Av. Nuestra Señora de Montserrat, Lérida, Río llobregat, Av. Once de Septiembre, Canudas.

- De El Prat a Barcelona por: Av. Remolar, Av. once de septiembre, Río Llobregat, Lérida, Av. Nuestra Señora de Montserrat, Polígono Industrial Estruch, Gran Vía de las Cortes Catalanas, Plaza de España, Avenida del Paralelo.

## Otros datos
| Prestación                   | Disponibilidad en la línea |
| ---------------------------- | -------------------------- |
| Adaptada a                   | Sí                         |
| TMB iBus (tiempo de espera ) | Sí                         |
| Pantallas informativas       | Sí                         |
| Línea de tránsito rápido     | No                         |
| Circula en días festivos     | Sí                         |